# Hypholoma fasciculare
 (janvier 2021).
Si vous disposez d'ouvrages ou d'articles de référence ou si vous connaissez des sites web de qualité traitant du thème abordé ici, merci de compléter l'article en donnant les références utiles à sa vérifiabilité et en les liant à la section « Notes et références ».
Hypholome en touffe
Espèce
Hypholoma fasciculare, l’Hypholome en touffe, Géophile, Nématolome en touffes ou Hypholome fasciculé[réf. nécessaire], est une espèce de champignons basidiomycètes de la famille des Strophariaceae.
Son épithète spécifique, dérivée du latin fasces, « faisceau », fait référence aux bouquets réunis par la base qu'il forme.
C'est l'un des champignons les plus courants en Europe. Le plus fréquent par exemple en Grande-Bretagne selon Ronald Rayner (d) de la British Mycological Society avec une présence dans la moitié des observations[réf. nécessaire].

## Description du sporophore

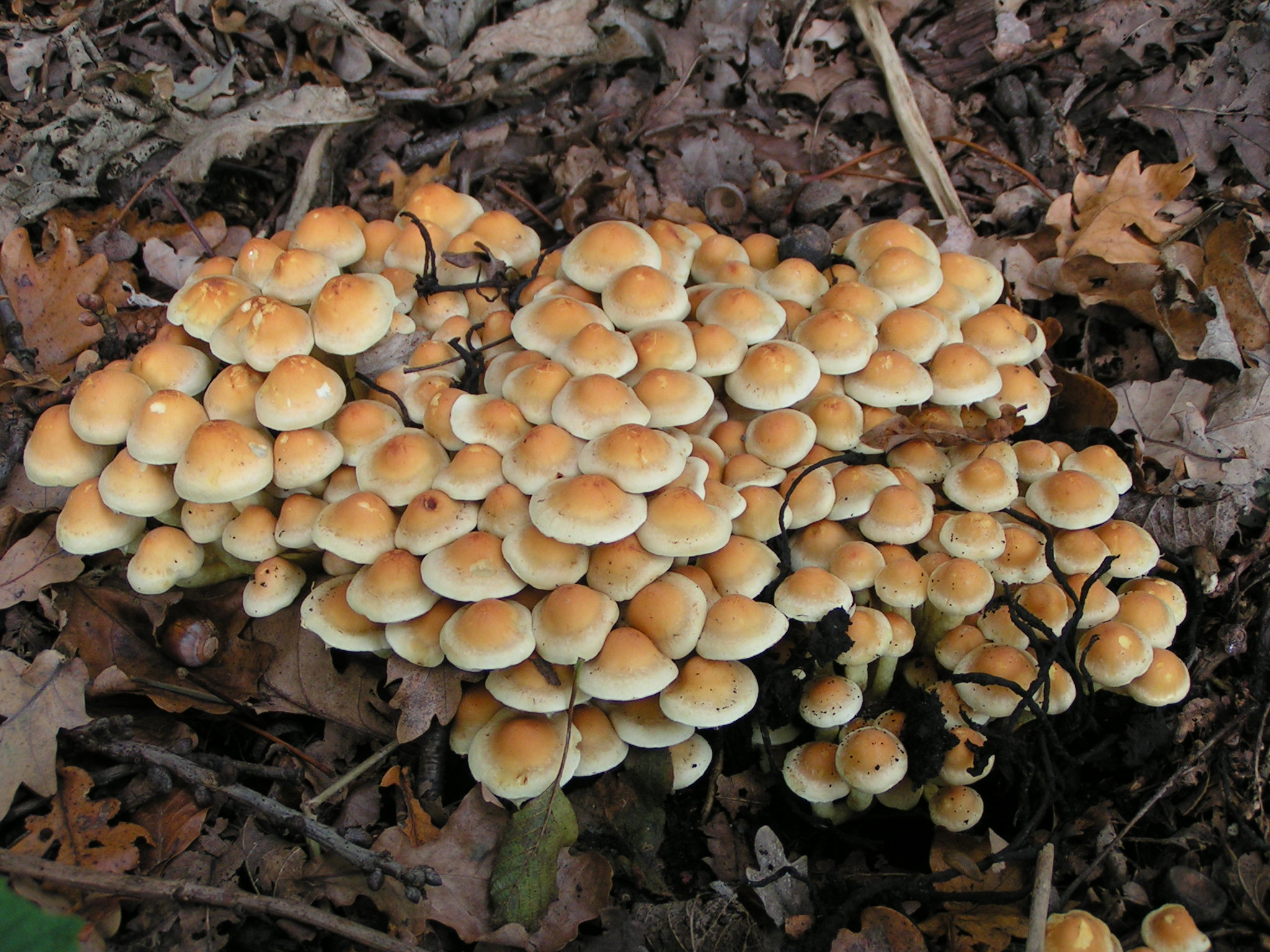
Hypholoma fasciculare.

- Chapeau de 3 à 7 cm, globuleux puis longtemps convexe avant de s'aplanir.
- Cuticule jaune soufre à brun clair, plus foncé au centre
- Marge fine, reliée au pied par une cortine fugace au tout début, dont il ne reste rapidement que quelques mèches noirâtres.
- Lames serrées, jaunâtres à verdâtres, fonçant à la fin par la sporée, brune.
- Pied élancé, 5 à 10 cm, courbé, de la couleur du chapeau, sans véritable anneau mais pouvant présenter des restes de cortine en haut.
- Chair mince, jaune soufre.
- Odeur faible de rave et saveur amère.

Cette espèce est extrêmement variable, notamment au niveau des couleurs, et il existe plusieurs variétés ou espèces proches.

## Habitat

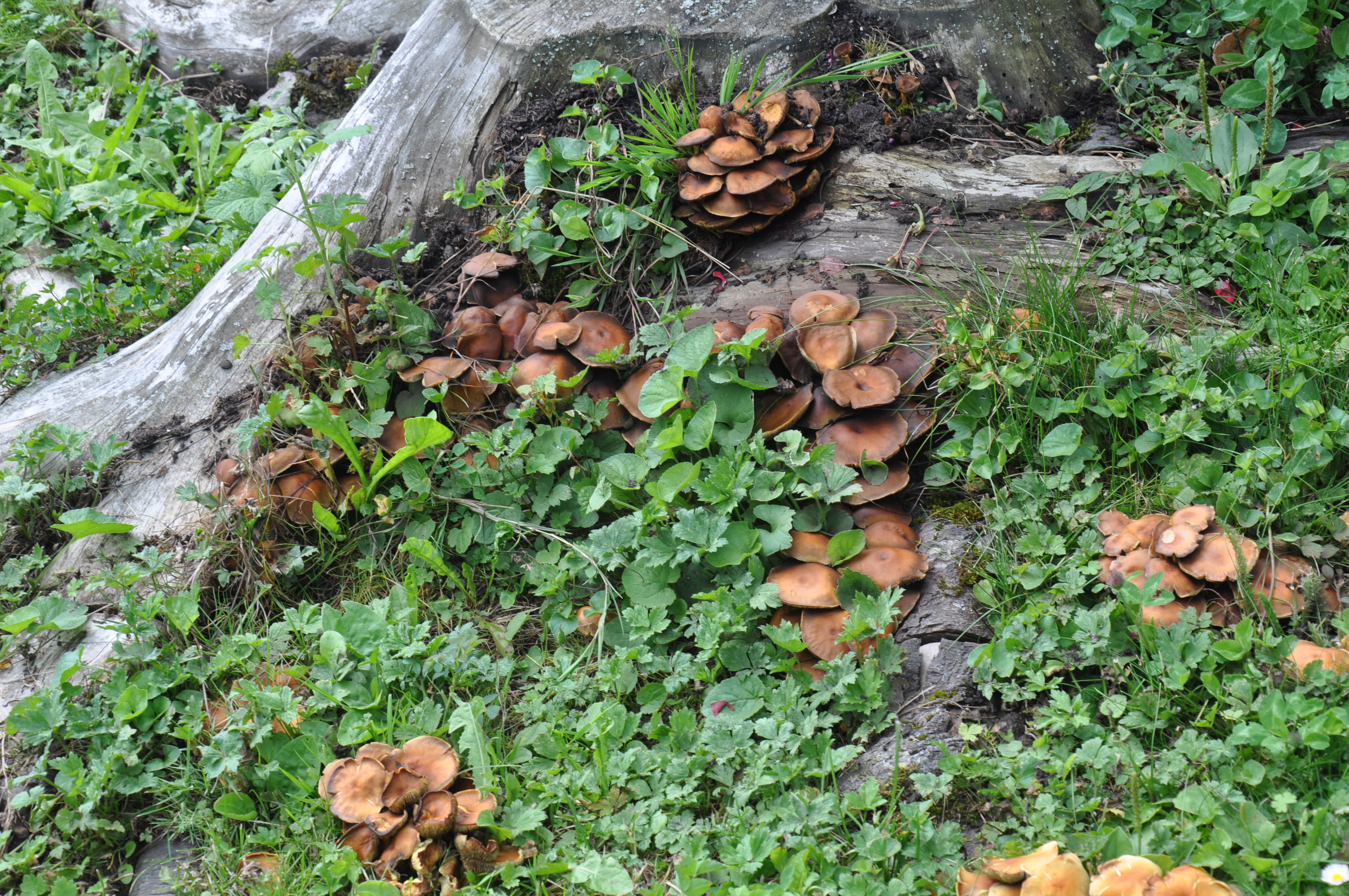
De multiples exemplaires sur un tronc de conifère, typiquement en touffes.

L'hypholome pousse pratiquement toute l'année, sur les souches ou les racines de feuillus (hêtres) ou de conifères (épicéas, pins). Il forme, comme son nom l'indique, des touffes de plusieurs individus soudés entre eux par le pied. Champignon saprotrophe, il est responsable de la pourriture blanche.

## Toxicité
Outre son amertume, l'hypholome fasciculé est un champignon vénéneux contenant en faible dose des toxines communes avec l'amanite phalloïde et pouvant pour le moins causer un syndrome gastro-intestinal.

## Espèces proches et confusions possibles
Il existe de nombreuses espèces d'Hypholomes proches, dont Hypholoma capnoides aux lames blanches puis gris-pourpres, qui est comestible, Hypholoma sublateritium aux lames blanches puis gris-brun, également toxique, et Hypholoma epixanthum, à la couleur de brique et vénéneux.
Les débutants pourront également le confondre avec des Pholiotes, généralement plus écailleuses, ou des Collybies en fuseau, comestibles, dont les pieds ne sont pas soudés entre eux et présentent une forme et des cannelures caractéristiques. Un bon critère de détermination de l'hypholome est l'aspect de ses lames, très serrées et (du moins pour l'espèce-type fasciculare) d'un peu appétissant jaune verdâtre. L'hypholome en touffe dégage une odeur désagréable, comme iodée ou soufrée.
À titre général, il est recommandé la plus grande prudence avec les champignons en touffes (cespiteux ou fasciculés).

## Liste des formes et variétés

### Formes
Selon MycoBank (22 janvier 2023) :
- Hypholoma fasciculare f. ceratophorum Pilát, 1927
- Hypholoma fasciculare f. fasciculare
- Hypholoma fasciculare f. foedinarum Pilát, 1927
- Hypholoma fasciculare f. radicata Killerm., 1939
- Hypholoma fasciculare f. sterilis J.E.Lange, 1923

### Variétés
Selon MycoBank (22 janvier 2023) :
- Hypholoma fasciculare var. armeniacum (Y.S.Chang & A.K.Mills) Y.S.Chang, A.K.Mills, G.M.Gates & Ratkowsky, 2013
- Hypholoma fasciculare var. fasciculare
- Hypholoma fasciculare var. fasciculare
- Hypholoma fasciculare var. griseophyllum J.Aug.Schmitt, 2022
- Hypholoma fasciculare var. luteolamellatum Blanco-Dios, 2017
- Hypholoma fasciculare var. mitis Raithelh., 1980
- Hypholoma fasciculare var. obtusum (Schulzer) Sacc., 1887
- Hypholoma fasciculare var. pusillum J.E.Lange, 1923
- Hypholoma fasciculare var. subviride (Berk. & M.A.Curtis) Krieglst., 1986

## Systématique
Le nom correct complet (avec auteur) de ce taxon est Hypholoma fasciculare (Huds.) P.Kumm., 1871,.
L'espèce a été initialement classée dans le genre Agaricus sous le basionyme Agaricus fascicularis Huds., 1778.
Ce taxon porte en français le nom vernaculaire ou normalisé suivant : Hypholome en touffe.
Hypholoma fasciculare a pour synonymes :
- Agaricus fascicularis Huds., 1778
- Dryophila fascicularis (Huds.) Quél., 1888
- Geophila fascicularis var. fascicularis (Huds.) Quél., 1886
- Geophila fascicularis (Huds.) Quél., 1886
- Naematoloma fasciculare (Huds.) P. Karst., 1879
- Naematoloma P. Karst., 1880
- Nematoloma fasciculare (Huds.) P. Karst. (1880), 1880
- Pratella fascicularis (Huds.) Gray, 1821
- Psilocybe fasciculare (Huds.) Kühner (1980), 1980
- Psilocybe fascicularis (Huds.) Kühner, 1980

## Publication originale
- (de) Paul Kummer, Der Führer in die Pilzkunde : Anleitung zum methodischen, leichten und sichern Bestimmen der in Deutschland vorkommenden Pilze : mit Ausnahme der Schimmel- und allzu winzigen Schleim- und Kern-Pilzchen, Zerbst, 1871, 146 p. (DOI 10.5962/BHL.TITLE.50494, lire en ligne).